# UCI Europe Tour 2024
UCI Europe Tour 2024 er den 20. sæson af UCI Europe Tour. Sammen med resten af løbene på UCI Continental Circuits er det UCIs tredjehøjeste rangering af internationale cykelløb, hvor UCI World Tour 2024 og UCI ProSeries 2024 er højere.
Gennem sæsonen bliver der uddelt point til rytterne efter placering på etaperne, endagsløb og slutposition i løb. Antal point varierer efter rangering i de forskellige løb. Hvert løb har én kategori som afgør hvilke hold der kan deltage, point der uddeles, udover at det viser hvilken type løb der er tale om: 
- Etapeløb: 2.1 og 2.2
- Endagsløb: 1.1 og 1.2

I Danmark er  Grand Prix Herning og Fyen Rundt en del af UCI Europe Tour, som i alt indeholder omkring 200 løb.

## Danske sejre
| Danske sejre på UCI Europe Tour 2024 |                                 |        |             |                         |                                             |
| #                                    | Løb                             | Klasse | Dato        | Rytter                  | Hold                                        |
| 1                                    | 3. etape af Étoile de Bessèges  | 2.1    | 2. februar  | Mads Pedersen           | Lidl-Trek                                   |
| 2                                    | Étoile de Bessèges              | 2.1    | 4. februar  | Mads Pedersen           | Lidl-Trek                                   |
| 3                                    | Prologen i Tour de La Provence  | 2.1    | 8. februar  | Mads Pedersen           | Lidl-Trek                                   |
| 4                                    | 1. etape af Tour de La Provence | 2.1    | 9. februar  | Mads Pedersen           | Lidl-Trek                                   |
| 5                                    | 2. etape af Tour de La Provence | 2.1    | 10. februar | Mads Pedersen           | Lidl-Trek                                   |
| 6                                    | Tour de La Provence             | 2.1    | 11. februar | Mads Pedersen           | Lidl-Trek                                   |
| 7                                    | 2. etape af Gran Camiño         | 2.1    | 23. februar | Jonas Vingegaard        | Team Visma \| Lease a Bike                  |
| 8                                    | 3. etape af Gran Camiño         | 2.1    | 24. februar | Jonas Vingegaard        | Team Visma \| Lease a Bike                  |
| 9                                    | 4. etape af Gran Camiño         | 2.1    | 25. februar | Jonas Vingegaard        | Team Visma \| Lease a Bike                  |
| 10                                   | Gran Camiño                     | 2.1    | 25. februar | Jonas Vingegaard        | Team Visma \| Lease a Bike                  |
| 11                                   | Ster van Zwolle                 | 1.2    | 2. marts    | Nicklas Amdi Pedersen   | TDT-Unibet Cycling Team                     |
| 12                                   | 4. etape af Olympia's Tour      | 2.2    | 23. marts   | Rasmus Søjberg Pedersen | Decathlon AG2R La Mondiale Development Team |
| 13                                   | 5. etape af Olympia's Tour      | 2.2    | 24. marts   | Rasmus Søjberg Pedersen | Decathlon AG2R La Mondiale Development Team |
| 14                                   | Tour du Loir-et-Cher            | 2.2    | 14. april   | Emil Toudal             | ColoQuick Cycling                           |
| 15                                   | Grand Prix Herning              | 1.2    | 25. maj     | Rasmus Søjberg Pedersen | Danmarks landshold                          |
| 16                                   | Fyen Rundt                      | 1.2    | 26. maj     | Lasse Norman Leth       | Team CO:PLAY-Giant Store                    |
| 17                                   | 1. etape af Tour of Lithuania   | 2.2    | 5. juni     | Stian Rosenlund Richter | Airtox-Carl Ras                             |
| 18                                   | 2. etape af Tour of Lithuania   | 2.2    | 6. juni     | Mads Andersen           | Airtox-Carl Ras                             |
| 19                                   | 3. etape af Tour of Lithuania   | 2.2    | 7. juni     | Daniel Stampe           | Airtox-Carl Ras                             |
| 20                                   | Tour of Lithuania               | 2.2    | 9. juni     | Mads Andersen           | Airtox-Carl Ras                             |
| 21                                   | 5. etape af ZLM Tour            | 2.1    | 9. juni     | Alexander Salby         | Bingoal WB                                  |
| 22                                   | 2. etape af Slovakiet Rundt     | 2.1    | 27. juni    | Anders Foldager         | Team Jayco AlUla                            |
| 23                                   | 1. etape af Dookoła Mazowsza    | 2.2    | 24. juli    | Mads Andersen           | Airtox-Carl Ras                             |

### Andre konkurrencer
| Andre konkurrencer vundet af danskere på UCI Europe Tour 2024 |                                         |        |             |                  |                            |
| #                                                             | Løb                                     | Klasse | Dato        | Rytter           | Hold                       |
| 1                                                             | Pointkonkurrencen i Étoile de Bessèges  | 2.1    | 4. februar  | Mads Pedersen    | Lidl-Trek                  |
| 2                                                             | Pointkonkurrencen i Tour de La Provence | 2.1    | 11. februar | Mads Pedersen    | Lidl-Trek                  |
| 3                                                             | Pointkonkurrencen i Gran Camiño         | 2.1    | 25. februar | Jonas Vingegaard | Team Visma \| Lease a Bike |
| 4                                                             | Bjergkonkurrencen i Gran Camiño         | 2.1    | 25. februar | Jonas Vingegaard | Team Visma \| Lease a Bike |
| 5                                                             | Pointkonkurrencen i Tour of Lithuania   | 2.2    | 9. juni     | Mads Andersen    | Airtox-Carl Ras            |

## Løb

### Januar
| Løb                                                       | Klasse | Dato                    | Vinder                    | Hold                  |
| --------------------------------------------------------- | ------ | ----------------------- | ------------------------- | --------------------- |
| Clàssica Comunitat Valenciana 1969 - Gran Premio Valencia | 1.1    | 20. januar              | Dylan Groenewegen (NED)   | Team Jayco AlUla      |
| Gran Premio Castellón - Ruta de la Cerámica               | 1.1    | 21. januar              | Michael Matthews (AUS)    | Team Jayco AlUla      |
| Trofeo Calviá                                             | 1.1    | 24. januar              | Simon Carr (GBR)          | EF Education-EasyPost |
| Trofeo Las Salinas-Felanich                               | 1.1    | 25. januar              | Paul Magnier (FRA)        | Soudal Quick-Step     |
| Trofeo Sierra Tramontana                                  | 1.1    | 26. januar              | Lennert Van Eetvelt (BEL) | Lotto Dstny           |
| Trofeo Pollensa - Puerto de Andrach                       | 1.1    | 27. januar              | Pelayo Sánchez (ESP)      | Movistar Team         |
| Grand Prix Antalya Airport City                           | 1.2    | 27. januar              | Binyan Ma (CHN)           | China Glory-Mentech   |
| Grand Prix Cycliste la Marseillaise                       | 1.1    | 28. januar              | Kevin Geniets (LUX)       | Groupama-FDJ          |
| Trofeo Palma                                              | 1.1    | 28. januar              | Gerben Thijssen (BEL)     | Intermarché-Wanty     |
| Étoile de Bessèges - Tour du Gard                         | 2.1    | 31. januar – 4. februar | Mads Pedersen (DEN)       | Lidl-Trek             |

### Februar
| Løb                                                  | Klasse | Dato            | Vinder                 | Hold                                   |
| ---------------------------------------------------- | ------ | --------------- | ---------------------- | -------------------------------------- |
| Grand Prix Apollon Temple                            | 1.2    | 3. februar      | Binyan Ma (CHN)        | China Glory-Mentech                    |
| Tour of Antalya                                      | 2.1    | 8.–11. februar  | Davide Piganzoli (ITA) | Team Polti Kometa                      |
| Tour de La Provence                                  | 2.1    | 8.–11. februar  | Mads Pedersen (DEN)    | Lidl-Trek                              |
| Vuelta Ciclista a la Region de Murcia "Costa Calida" | 1.1    | 10. februar     | Ben O'Connor (AUS)     | Decathlon AG2R La Mondiale Team        |
| Clásica Jaén Paraíso Interior                        | 1.1    | 12. februar     | Oier Lazkano (ESP)     | Movistar Team                          |
| Classic Var                                          | 1.1    | 16. februar     | Lenny Martinez (FRA)   | Groupama-FDJ                           |
| Tour des Alpes-Maritimes                             | 2.1    | 17.–18. februar | Benoît Cosnefroy (FRA) | Decathlon AG2R La Mondiale Team        |
| O Gran Camiño – The Historical Route                 | 2.1    | 22.–25. februar | Jonas Vingegaard (DEN) | Team Visma \| Lease a Bike             |
| Tour of Alanya                                       | 1.2    | 25. februar     | Julien Trarieux (FRA)  | China Glory-Mentech                    |
| Le Samyn                                             | 1.1    | 27. februar     | Laurenz Rex (BEL)      | Intermarché-Wanty                      |
| Umag Trophy – Trofej Umag                            | 1.2    | 28. februar     | Matthew Brennan (GBR)  | Team Visma \| Lease a Bike Development |

### Marts
| Løb                                                     | Klasse | Dato          | Vinder                      | Hold                                        |
| ------------------------------------------------------- | ------ | ------------- | --------------------------- | ------------------------------------------- |
| Le Tour des 100 Communes                                | 1.2    | 2. marts      | Halvor Dolven (NOR)         | Uno-X Mobility Development Team             |
| Salverda Bouw Ster van Zwolle                           | 1.2    | 2. marts      | Nicklas Amdi Pedersen (DEN) | TDT-Unibet Cycling Team                     |
| Grand Prix Syedra Ancient City                          | 1.2    | 2. marts      | Xianjing Lyu (CHN)          | China Glory-Mentech                         |
| Grand Prix Criquielion                                  | 1.1    | 2. marts      | Alec Segaert (BEL)          | Lotto Dstny                                 |
| Visit South Aegean Islands                              | 2.2    | 2.–3. marts   | André Drege (NOR)           | Team Coop-Repsol                            |
| Poreč Trophy – Trofej Poreč                             | 1.2    | 3. marts      | Matthew Brennan (GBR)       | Team Visma \| Lease a Bike Development      |
| Grand Prix de la Ville de Lillers Souvenir Bruno Comini | 1.2    | 3. marts      | Emmanuel Morin (FRA)        | Van Rysel-Roubaix                           |
| Grote Prijs Jean-Pierre Monseré                         | 1.1    | 3. marts      | Jarne Van de Paar (BEL)     | Lotto Dstny                                 |
| Istrian Spring Trophy – Istarsko Proljeće               | 2.2    | 7.–10. marts  | Noa Isidore (FRA)           | Decathlon AG2R La Mondiale Development Team |
| Rhodes GP by Culture & Sports Organization              | 1.2    | 9. marts      | Tyler Stites (USA)          | Project Echelon Racing                      |
| Tour of Rhodes Powered by Rodos Palace                  | 2.2    | 14.–17. marts | André Drege (NOR)           | Team Coop-Repsol                            |
| Classic Loire Atlantique                                | 1.1    | 16. marts     | Paul Lapeira (FRA)          | Decathlon AG2R La Mondiale Team             |
| Popolarissima                                           | 1.2    | 17. marts     | Daniel Skerl (ITA)          | CTF Victorious                              |
| GP Slovenian Istria                                     | 1.2    | 17. marts     | Marcin Budziński (POL)      | Mazowsze Serce Polski                       |
| Clássica da Arrabida – Cyclin'Portugal                  | 1.2    | 17. marts     | Joseba López (ESP)          | Caja Rural-Seguros RGA                      |
| Cholet Agglo Tour                                       | 1.1    | 17. marts     | Paul Lapeira (FRA)          | Decathlon AG2R La Mondiale Team             |
| Dorpenomloop Rucphen                                    | 1.2    | 17. marts     | Johan Dorussen (NED)        | Development Team DSM-Firmenich PostNL       |
| GP Brda-Collio                                          | 1.2    | 19. marts     | Marcin Budziński (POL)      | Mazowsze Serce Polski                       |
| Settimana Internazionale di Coppi e Bartali             | 2.1    | 19.–23. marts | Koen Bouwman (NED)          | Team Visma \| Lease a Bike                  |
| Olympia's Tour                                          | 2.2    | 20.–24. marts | Tim Torn Teutenberg (GER)   | Lidl-Trek Future Racing                     |
| Volta ao Alentejo                                       | 2.2    | 20.–24. marts | Eduard Prades (ESP)         | Caja Rural-Seguros RGA                      |
| GP Goriska & Vipava Valley                              | 1.2    | 21. marts     | Mattia Negrente (ITA)       | Astana Qazaqstan Development Team           |
| La Roue Tourangelle                                     | 1.1    | 24. marts     | Jason Tesson (FRA)          | Team TotalEnergies                          |
| GP Adria Mobil                                          | 1.2    | 24. marts     | Žak Eržen (SLO)             | CTF Victorious                              |
| Paris-Camembert                                         | 1.1    | 27. marts     | Benoît Cosnefroy (FRA)      | Decathlon AG2R La Mondiale Team             |
| La Route Adélie de Vitré                                | 1.1    | 29. marts     | Jenthe Biermans (BEL)       | Arkéa-B&B Hotels                            |
| Volta Limburg Classic                                   | 1.1    | 30. marts     | Timo Kielich (BEL)          | Alpecin-Deceuninck                          |

### April
| Løb                                               | Klasse | Dato               | Vinder                        | Hold                              |
| ------------------------------------------------- | ------ | ------------------ | ----------------------------- | --------------------------------- |
| Giro del Belvedere                                | 1.2U   | 1. april           | Gal Glivar (SVN)              | UAE Team Emirates Gen Z           |
| Gran Premio Palio del Recioto                     | 1.2U   | 2. april           | Alessandro Pinarello (ITA)    | VF Group-Bardiani CSF-Faizané     |
| Région Pays de la Loire Tour                      | 2.1    | 2.–5. april        | Marijn van den Berg (NED)     | EF Education-EasyPost             |
| Tour of Mersin                                    | 2.2    | 4.–7. april        | Marcin Budziński (POL)        | Mazowsze Serce Polski             |
| Circuit des Ardennes                              | 2.2    | 4.–7. april        | Joseph Blackmore (GBR)        | Israel Premier Tech Academy       |
| Tour of Thessaly                                  | 2.2    | 5.–7. april        | Aflyst                        | Aflyst                            |
| Giro della Città Metropolitana di Reggio Calabria | 1.1    | 7. april           | Aflyst                        | Aflyst                            |
| Paris-Roubaix Espoirs                             | 1.2U   | 7. april           | Tim Torn Teutenberg (GER)     | Lidl-Trek Future Racing           |
| Trofeo Piva                                       | 1.2U   | 7. april           | Pavel Novák (CZE)             | Team MBH Bank Colpack Ballan      |
| Giro d'Abruzzo                                    | 2.1    | 9.–12. april       | Aleksej Lutsenko (KAZ)        | Astana Qazaqstan Team             |
| Tour du Loir-et-Cher                              | 2.2    | 10.–14. april      | Emil Toudal (DEN)             | ColoQuick Cycling                 |
| Classic Grand Besançon Doubs                      | 1.1    | 12. april          | Lenny Martinez (FRA)          | Groupama-FDJ                      |
| Arno Wallaard Memorial                            | 1.2    | 13. april          | Pete Uptegrove (NED)          | Monda Vakantieparken-IJsselstreek |
| Tour du Jura Cycliste                             | 1.1    | 13. april          | David Gaudu (FRA)             | Groupama-FDJ                      |
| Liège-Bastogne-Liège U23                          | 1.2U   | 13. april          | Joseph Blackmore (GBR)        | Israel Premier Tech Academy       |
| Tour du Doubs                                     | 1.1    | 14. april          | Lenny Martinez (FRA)          | Groupama-FDJ                      |
| Trofeo Città di San Vendemiano                    | 1.2U   | 14. april          | Florian Samuel Kajamini (ITA) | Team MBH Bank Colpack Ballan      |
| Belgrade Banjaluka                                | 2.2    | 18.–21. april      | Piotr Pekala (POL)            | Santic-Wibatech                   |
| Giro della Romagna                                | 1.1    | 21. april          | António Morgado (POR)         | UAE Team Emirates                 |
| Giro della Provincia di Biella                    | 1.2    | 21. april          | Florian Samuel Kajamini (ITA) | Team MBH Bank Colpack Ballan      |
| Gent-Wevelgem U23                                 | 1.2U   | 21. april          | Huub Artz (NED)               | Wanty-ReUz-Technord               |
| Gran Premio della Liberazione                     | 1.2U   | 25. april          | Davide Donati (ITA)           | Biesse-Carrera                    |
| Tour de Bretagne                                  | 2.2    | 25. april – 1. maj | Jakob Söderqvist (SWE)        | Lidl-Trek Future Racing           |
| Vuelta Asturias Julio Alvarez Mendo               | 2.1    | 26.–28. april      | Isaac Del Toro (MEX)          | UAE Team Emirates                 |
| Rutland-Melton CiCLE Classic                      | 1.2    | 28. april          | Aflyst                        | Aflyst                            |
| Int. Raiffeisenbank Kirschblütenrennen            | 1.2    | 28. april          | Lukáš Kubiš (SVK)             | Elkov-Kasper                      |
| Lotto Famenne Ardenne Classic                     | 1.1    | 28. april          | Arnaud De Lie (BEL)           | Lotto Dstny                       |
| Grand Prix de la Somme                            | 1.2    | 28. april          | Corentin Devroute (FRA)       | SCO Dijon                         |

### Maj
| Løb                                                  | Klasse | Dato              | Vinder                        | Hold                                   |
| ---------------------------------------------------- | ------ | ----------------- | ----------------------------- | -------------------------------------- |
| GP Vorarlberg                                        | 1.2    | 1. maj            | Jaka Primožič (SVN)           | Hrinkow Advarics                       |
| Omloop van het Waasland                              | 1.2    | 1. maj            | Samuel Leroux (FRA)           | Van Rysel-Roubaix                      |
| Eschborn-Frankfurt U23                               | 1.2U   | 1. maj            | Wessel Mouris (NED)           | Metec-SOLARWATT p/b Mantel             |
| Ronde de l'Isard                                     | 2.2U   | 1.–5. maj         | Darren van Bekkum (NED)       | Team Visma \| Lease a Bike Development |
| GP Beiras e Serra da Estrela                         | 2.2    | 2.–5. maj         | Artjom Nytj (RUS)             | Sabgal / Anicolor                      |
| Sundvolden GP                                        | 1.2    | 4. maj            | Idar Andersen (NOR)           | Uno-X Mobility Development Team        |
| Ronde van Overijssel                                 | 1.2    | 4. maj            | Declan Trezise (AUS)          | ARA-Skip Capital                       |
| Circuito del Porto                                   | 1.2    | 5. maj            | Jakub Mareczko (ITA)          | Team Corratec-Vini Fantini             |
| Elfstedenronde Brugge                                | 1.1    | 5. maj            | Alexander Kristoff (NOR)      | Uno-X Mobility                         |
| Ringerike GP                                         | 1.2    | 5. maj            | Idar Andersen (NOR)           | Uno-X Mobility Development Team        |
| Flèche du Sud                                        | 2.2    | 8.–12. maj        | Pim Ronhaar (NED)             | Baloise-Trek Lions                     |
| Circuit de Wallonie                                  | 1.1    | 9. maj            | Arnaud De Lie (BEL)           | Lotto Dstny                            |
| Silesian Classic                                     | 1.2    | 11. maj           | Jakub Otruba (CZE)            | ATT Investments                        |
| Tour du Finistère                                    | 1.1    | 11. maj           | Benoît Cosnefroy (FRA)        | Decathlon AG2R La Mondiale Team        |
| Flèche Ardennaise                                    | 1.2    | 12. maj           | Milan Donie (BEL)             | Lotto Dstny Development Team           |
| Boucles de l'Aulne                                   | 1.1    | 12. maj           | Axel Zingle (FRA)             | Cofidis                                |
| Gran Premio Industrie del Marmo                      | 1.2U   | 12. maj           | Tommaso Dati (ITA)            | Biesse-Carrera                         |
| Tour of Hellas                                       | 2.1    | 15.–19. maj       | Riccardo Zoidl (AUT)          | Team Felt-Felbermayr                   |
| Tour of Sakarya                                      | 2.2    | 16.–19. maj       | Willie Smit (RSA)             | China Glory-Mentech                    |
| Arnhem-Veenendaal Classic                            | 1.1    | 18. maj           | Tord Gudmestad (NOR)          | Uno-X Mobility                         |
| GP Gorenjska                                         | 1.2    | 19. maj           | Michal Schuran (CZE)          | ATT Investments                        |
| Antwerp Port Epic                                    | 1.1    | 19. maj           | Alexander Kristoff (NOR)      | Uno-X Mobility                         |
| Paris-Troyes                                         | 1.2    | 20. maj           | Liam Walsh (AUS)              | Team BridgeLane                        |
| Ronde van Limburg                                    | 1.1    | 20. maj           | Dylan Groenewegen (NED)       | Team Jayco AlUla                       |
| Cycling Tour of Albania                              | 2.2    | 20.–24. maj       | Veljko Stojnić (SRB)          | Serbien (landshold)                    |
| Alpes Isère Tour                                     | 2.2    | 22.–26. maj       | Jarno Widar (BEL)             | Lotto Dstny Development Team           |
| Tour of Estonia                                      | 2.1    | 23.–25. maj       | Siim Kiskonen (EST)           | Voltas-Tartu 2024 by CCN               |
| Tour de la Mirabelle                                 | 2.2    | 23.–26. maj       | Oscar Nilsson-Julien (FRA)    | AVC Aix-en-Provence                    |
| Grand Prix Herning                                   | 1.2    | 25. maj           | Rasmus Søjberg Pedersen (DEN) | Danmark (landshold)                    |
| Due Giorni Marchigiana G.P. Santa Rita               | 1.2    | 25. maj           | Kyrylo Tsarenko (UKR)         | Team Corratec-Vini Fantini             |
| Due Giorni Marchigiana Trofeo Città di Castelfidardo | 1.2    | 26. maj           | Francesco Della Lunga (ITA)   | Hopplà-Petroli Firenze-Don Camillo     |
| Omloop der Kempen                                    | 1.2    | 26. maj           | Martijn Rasenberg (NED)       | VolkerWessels Cycling Team             |
| Rund um Köln                                         | 1.1    | 26. maj           | Casper van Uden (NED)         | Team DSM-Firmenich PostNL              |
| Fyen Rundt                                           | 1.2    | 26. maj           | Lasse Norman Leth (DEN)       | Team CO:PLAY-Giant Store               |
| Mercan'Tour Classic                                  | 1.1    | 29. maj           | Lenny Martinez (FRA)          | Groupama-FDJ                           |
| Tour of Malopolska                                   | 2.2    | 30. maj – 2. juni | Riccardo Zoidl (AUT)          | Team Felt-Felbermayr                   |
| Ronde de l'Oise                                      | 2.2    | 30. maj – 2. juni | Pierre Barbier (FRA)          | Philippe Wagner-Bazin                  |

### Juni
| Løb                                                        | Klasse | Dato         | Vinder                   | Hold                                  |
| ---------------------------------------------------------- | ------ | ------------ | ------------------------ | ------------------------------------- |
| Heylen Vastgoed Heistse Pijl                               | 1.1    | 1. juni      | Alexander Kristoff (NOR) | Uno-X Mobility                        |
| Coppa della Pace                                           | 1.2U   | 2. juni      | Kevin Pezzo Rosola (ITA) | General Store-Essegibi-Fratelli Curia |
| Tour of Lithuania                                          | 2.2    | 5.–9. juni   | Mads Andersen (DEN)      | Airtox-Carl Ras                       |
| ZLM Tour                                                   | 2.1    | 5.–9. juni   | Rune Herregodts (BEL)    | Intermarché-Wanty                     |
| Grand Prix du canton d'Argovie                             | 1.1    | 7. juni      | Maxim Van Gils (BEL)     | Lotto Dstny                           |
| Giro Next Gen                                              | 2.2U   | 9.–16. juni  | Jarno Widar (BEL)        | Lotto Dstny Development Team          |
| Tour de Kurpie                                             | 2.2    | 12.–16. juni | Tobiasz Pawlak (POL)     | Mazowsze Serce Polski                 |
| Oberösterreich Rundfahrt                                   | 2.2    | 13.–16. juni | Adrien Maire (FRA)       | TDT-Unibet Cycling Team               |
| Course Cycliste de Solidarnosc et des Champions Olympiques | 2.2    | 26.–29. juni |                          |                                       |
| Slovakiet Rundt                                            | 2.1    | 26.–30. juni |                          |                                       |
| Midden-Brabant Poort Omloop                                | 1.2    | 30. juni     |                          |                                       |
| SD WORX BW Classic                                         | 1.2    | 30. juni     |                          |                                       |